# Mihai Racoviță
Mihai Ion Racoviță  (cca. 1660 – iulie 1744) a fost domn în Moldova de trei ori: septembrie 1703 - 23 februarie 1705, 31 iulie 1707 - 28 octombrie 1709 și 5 ianuarie 1716 - octombrie 1726 și de două ori în Țara Românească: 17 octombrie 1730 - 24 octombrie 1731 și septembrie 1741 - iulie 1744.

## Familie
A fost boier din țară din sânge Cantacuzinesc. A fost căsătorit de două ori. Cu Safta Racoviță, fiica lui Constantin Cantemir și cu Ana Dediu Racoviță, fiica cămărașului Dediu Codreanu. A avut șapte copii: Constantin Racoviță Vodă, Roxana Costachi-Negel, Ion Racoviță, Mihai Racoviță, Ștefan Racoviță, Anastasia Ghika Vodă (căsătorită cu Scarlat Ghica), Ecaterina Arapache-Vlasto.

## Domnii
În țară a avut de luptat cu partidele boierești, iar în afară cu pretendenții de la Poartă. Banii mulți pe care îi reclamau aceste lupte l-au silit să mărească birurile existente și să introducă altele noi. În prima domnie a fost înlocuit cu Antioh Cantemir (1705). În a doua domnie a fost mazilit și dus la Constantinopol din cauza uneltirilor cu Petru I al Rusiei, iar pe tron a urcat Nicolae Mavrocordat. În 1716 datorită războiului austro-turc (1716-1718), a fost numit din nou ca domnitor, deoarece turcii erau convinși că el era dușmanul imperialilor. Generalul Étienne de Stainville a trimis în Moldova un corp de 300 de soldați secui sub comanda căpitanului François Ernau, care și erau cât pe ce să-l prindă pe Racoviță. Acesta i-a înfrânt cu însă ajutorul tătarilor, l-a decapitat pe căpitanul Ferentz și i-a ucis pe moldovenii trădători (a se vedea și Crucea lui Ferentz). Tot cu tătarii a trecut în Transilvania, unde trebuia să sprijine, din ordinul sultanului, răscoala curuților lui Francisc Rakoczi, dar rezistența imperială de la Bistrița l-a determinat să se retragă. După ce i-a lăsat pe tătari să prade moșiile boierilor pentru că nu-i putea plăti, a apărut și oastea ungurească a generalului Eszterhazy, care a jefuit țara și s-a dedat la cele mai neomenoase fapte. Mihai Racoviță nu a avut curajul să-i înfrunte, însă a avut destulă grijă să mărească tot timpul birurile. Ca tovarăși în a stoarce țara de bani i-a luat și el tot pe greci, ba chiar și pe turci. Din cauza rivalității cu Nicolae Mavrocordat pentru tronul Țării Românești, s-a trezit mazilit, aruncat în închisoare și înlocuit cu Grigore al II-lea Ghica. Tronul Munteniei l-a câștigat totuși în 1730 datorită răscoalei turcești care l-a răsturnat pe sultan, pentru ca mai apoi să-l piardă din cauza mișcărilor politice făcute de turci (1731). Ultima domnie a fost și cea mai apăsătoare pentru țară. Deși era boier din țară, domnea în același spirit fanariot, care a întunecat acea epocă din istoria Principatelor Române. A murit la Constantinopol în anul 1744.